# Microrregión de Alto Teles Pires
La microrregión de Alto Teles Pires era una de las microrregiones del estado brasileño de Mato Grosso. Pertenecía a la también disuelta mesorregión del Norte Mato-Grossense.
Su población fue estimada en 2006 por el IBGE en 131.320 habitantes y estaba dividida en nueve municipios.
Poseía un área total de 54.043,35 km².
En 2017, el Instituto Brasileño de Geografía y Estadística (IBGE) disolvió las mesorregiones y microrregiones, creando un nuevo marco regional con nuevas divisiones geográficas denominadas, respectivamente, regiones geográficas intermedias e inmediatas.

## Municipios
- Ipiranga do Norte
- Itanhangá
- Lucas do Rio Verde
- Nobres
- Nova Mutum
- Nova Ubiratã
- Santa Rita do Trivelato
- Sorriso
- Tapurah